# موضوع العقل
موضوع العقل هو شيء له وجود في الخيال، ولكن في العالم الحقيقي لا يمكن تمثيله أو نمذجه إلا. بعض هذه الأشياء عبارة عن تجريدات أو مفاهيم أدبية أو سيناريوهات خيالية.
ترتبط ارتباطًا وثيقًا بالأشياء المتعمدة، وهي ما تدور حوله الأفكار والمشاعر، حتى لو لم تكن تتعلق بأي شيء حقيقي (مثل الأفكار حول أحادي القرن، أو مشاعر القلق بشأن موعد الأسنان الذي يتم إلغاؤه لاحقًا). ومع ذلك، قد تتطابق الأشياء المتعمدة مع أشياء حقيقية (كما هو الحال في الأفكار المتعلقة بالخيول، أو الشعور بالندم على الموعد الضائع).

## كائنات رياضية
تصف الرياضيات والهندسة أشياء مجردة تتوافق أحيانًا مع أشكال مألوفة، وأحيانًا لا تتوافق معها. تصف الدوائر والمثلثات والمستطيلات وما إلى ذلك الأشكال ثنائية الأبعاد التي توجد غالبًا في العالم الحقيقي. ومع ذلك، لا تصف الصيغ الرياضية الدوائر المادية الفردية أو المثلثات أو المستطيلات. يصفون الأشكال المثالية التي هي أشياء للعقل. تسمح الدقة المذهلة للتعبير الرياضي بالتطبيق الواسع للتجريدات الذهنية على مواقف الحياة الحقيقية.
تصف العديد من الصيغ الرياضية الأشكال غير المألوفة أو التي لا تتوافق بالضرورة مع الكائنات الموجودة في العالم الحقيقي. على سبيل المثال، زجاجة كلاين هو سطح محكم الغلق من جانب واحد بدون داخل أو خارج (بمعنى آخر، إنه المكافئ ثلاثي الأبعاد لشريط موبيوس). يمكن تمثيل هذه الأشياء بلف وقطع أو لصق قطع الورق معًا، وكذلك عن طريق محاكاة الحاسوب. للاحتفاظ بها في الخيال، فإن التجريدات مثل الأبعاد الإضافية أو الأقل ضرورية.

## المتتاليات المنطقية
إن القياسات الاستثنائية تطرح تسلسلات منطقية تتضمن أحيانًا كائنات للعقل. على سبيل المثال، تقترح الحجة الواقعية احتمالًا افتراضيًا أو شرطيًا يمكن أن يكون صحيحًا أو قد يكون صحيحًا، لكنه قد لا يكون خاطئًا. يستخدم الاحتمال الشرطي التي يضمن عناصر شرطية لغة مكثفة، والتي يتم دراستها بواسطة منطق الموجهات، بينما يدرس المنطق الكلاسيكي اللغة الموسعة للظروف الضرورية والكافية.
عمومًا، السوابق المنطقية هي شرط كاف، والنتيجة المنطقية هي شرط ضروري (أو إمكان) في شرط منطقي. لكن الشروط المنطقية التي تُحسب فقط للضرورة والكفاية لا تعكس دائمًا كل يوم التفكير المنطقي، ولهذا السبب تُعرف أحيانًا بالقضية الشرطية. في المقابل، الشروط الإرشادية، التي تُعرف أحيانًا بالشرطية غير المادية، محاولة وصف المنطق الشرطي الذي يتضمن افتراضات أو تخيلات أو حقائق مضادة.